# Zoom (curtmetratge)
Zoom és un curtmetratge de l'any 2007 dirigit per León Siminiani. Es tracta d'una pel·lícula creada a partir d'una única escena sense talls que consisteix en un zoom d'apropament o zoom in. Encara que el curt duri tres minuts, la duració real d'aquest zoom in que forma l'escena és de tan sols un minut i mig. Aquest fet permet al director afegir seguidament breus fragments ja vistos que s'inclouran fins a completar els tres minuts.
També compta amb la presència d'un narrador en veu en off (veu de Luis Callejo) que durant els 3 minuts descriu en primera persona el que veu i explica la relació que té amb la protagonista. Aquesta veu és del personatge que representa que grava el vídeo. Per tant, es tracta d'una pel·lícula de metacinema, ja que el mateix protagonista és la persona que grava el propi curt.
Va ser rodat l'any 2007 en un viatge del director al Marroc, on posteriorment el director també gravaria Límites: 1ª persona.

## Argument
L'argument es basa en la relació dels dos protagonistes: l'home que narra/grava i la dona que és gravada. Se situa al desert de l'Erg Chebbi el 10 de setembre de 2006, quan el protagonista, que camina juntament amb una caravana amb guies turístics, turistes i camells, s'allunya amb la intenció de gravar-los, donant un protagonisme especial a la seva parella. Es tracta d'un conte de descobriment de l'amor fet a partir del moment en què la càmera capta la realitat amb un simple zoom in. La càmera se centra en ella a mesura que el narrador va confessant els seus sentiments, fent, així, que la imatge sigui partícip de la relació entre ells dos.

## Metacinema
El gènere del metacinema es refereix a l'exercici de fer cinema sobre cinema. Zoom és un curt en primera persona que explica una història d'amor jugant i experimentant amb el format audiovisual i les seves possibilitats. El protagonista és el narrador en veu en off que, a més, és també el subjecte que en aquell moment està gravant el curt. Així doncs, Siminiani manipula el mateix format cinematogràfic amb tècniques com el control i l'aturament del temps fílmic i l'ampliació de zones del pla concretes per fer-les visibles a l'ull de l'espectador. D'aquesta manera, aconsegueix incidir en la pròpia naturalesa del relat cinematogràfic.

## Relació amb altres obres del director
L'origen de la idea del curt va sorgir de la sèrie Conceptos clave del mundo moderno, que també experimenta amb el paper del director com a reorganitzador de la realitat fílmica i audiovisual a través del muntatge. Siminiani reutilitzarà aquesta idea per fer el curt Límites: 1ª persona (2009), que està estretament relacionat amb Zoom.

### Límites: 1ª persona
Límites: 1ª persona és la pel·lícula pensada com una continuació de Zoom i d'alguna manera, funciona com a conclusió de la primera part. Siminiani pronunciava aquestes paraules sobre la relació entre les dues obres.
"Bàsicament, són dues peces oposades i que d'alguna manera redunden en aquell concepte que Chris Marker enuncia a la seva pel·lícula Lettre de Sibérie: amb un mateix material es pot explicar una cosa i la contrària. Llavors, Zoom es va idear com un conte d'amor o un conte de descobriment de l'amor per part de dues persones. Després, cinc anys més tard, torno al material i per explicar exactament el contrari: aquell material sobre aquelles persones en aquell lloc no era un relat sobre el principi de l'amor, sinó sobre el principi del final d'un amor."